# Paolo Pucci
Paolo Pucci (Rome, 21 april 1935) is een voormalig Italiaans waterpolospeler en zwemmer.
Paolo Pucci nam als waterpoloër eenmaal deel aan de Olympische Spelen; in 1956. In 1956 maakte hij deel uit van het Italiaanse team dat als vierde eindigde. Hij speelde vijf wedstrijden.
Verder nam hij in 1956 deel aan de 100 meter vrije slag. Hij werd in de halve finale uitgeschakeld.
Cosimo Antonelli · 
Alfonso Buonocore · 
Enzo Cavazzoni · 
Maurizio D'Achille · 
Giuseppe D'Altrui · 
Frederico Dennerlein · 
Luigi Mannelli · 
Angelo Marciani · 
Paolo Pucci · 
Cesare Rubini · 
Rosario Parmegiani (R)